# Stephanie Fantauzzi
Stephanie Vanessa Fantauzzi (née le 17 mars 1987) est une actrice, mannequin et chanteuse. Fantauzzi est surtout connue pour son rôle d'Estefania dans la série américaine Shameless.

## Biographie
Née à São Paulo au Brésil, elle quitte le Brésil pour Boca Raton en Floride. Stephanie a des ancêtres brésiliens et italiens. Elle commence sa carrière en tant que top model et chanteuse, travaillant à New York et Miami, elle étudie le journalisme et la sociologie à la Florida Atlantic University.

## Filmographie

### Télévision
- 2009 - ... : Big Time Rush (série TV)
- 2011 - ... : Shameless US (série TV) (Estefania)
- 2011 - ... : Death Valley (série TV)